# 영국 철도 482
영국 철도 482(영어: British Rail Class 482)는 워털루 & 시티 선에 운영되었던 통근형 전동차이며, 1992년 ABB에서 제조하였다. 이 철도 차량은 센트럴선에서 운행하는 1992년식 전동차와 거의 동일하다.
10대의 2량 편성이 제조되었으며, 차량 번호는 482501-510이었다. 각 편성은 65501-510호의 "E" 동력차와 67501-510호인 "F" 무동력차로 구성되었다. 전동차는 반영구적으로 결합한 2량 편성으로 운행되었고, 전동기는 가장 바깥쪽이었다.
이 편성은 1940년부터 운행한 구 487형의 대차를 위해 제조되었다. 이 편성은 1993년 3월 루이슬립 차량기지로 배달되었고, 네트워크 사우스이스트 도색이 되어 있다. 그러나 워털루 & 시티 선은 다른 국유철도망과 완전히 분리되어 있었고, 완전히 지하에 있었기 때문에, 노란색 프런트 엔드를 받지 못했다. 시운전(센트럴선에서 8량 편성 대부분의 시운전 포함)에 이어 1993년 5월과 6월에 도로를 통해 워털루 & 시티 선에 인도됐고, 이후 추가 시험운행에 이어 1993년 7월 19일 운행에 들어갔다.
1994년 4월 1일 워털루 & 시티 선의 운영 권한이 런던 지하철로 이관되었다. 권한 이전 직후 편성 번호와 NSE 로고가 제거되었고, LU 로고가 센트럴선 다이어그램과 함께 추가되었다. BR 차량 번호는 그대로 유지되었으며, 다른 BR 표시의 일부는 "F" 차량의 내부 끝부분에도 유지되었지만, 그외의 열차는 2006년 개조될 때까지 제조 당시 상태를 유지하였다.

## 열차 편성
| 차량          | 회사                  | 량수 | 도입년도    | 편성 | 차량 번호     | 비고                                                                  |
| ------------- | --------------------- | ---- | ----------- | ---- | ------------- | --------------------------------------------------------------------- |
| 영국 철도 482 | 네트워크 사우스이스트 | 10   | 1992년~93년 | 2    | 482501-482510 | 1994년 런던 지하철로 이전, 현재 런던 지하철 1992년식 전동차로 사용중. |

## 사진첩

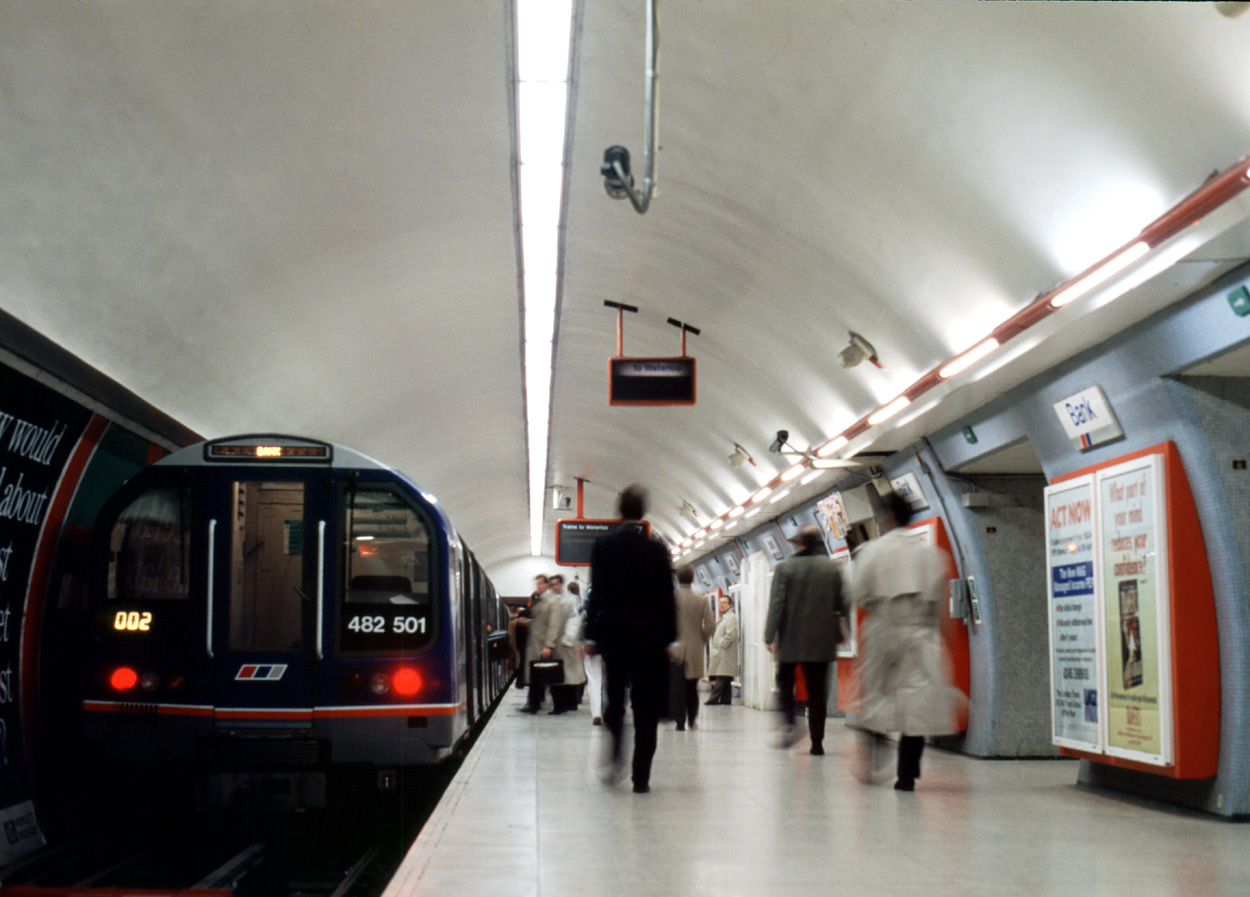
뱅크 역애 정차한 네트워크 사우스이스트 도색 482형 전동차
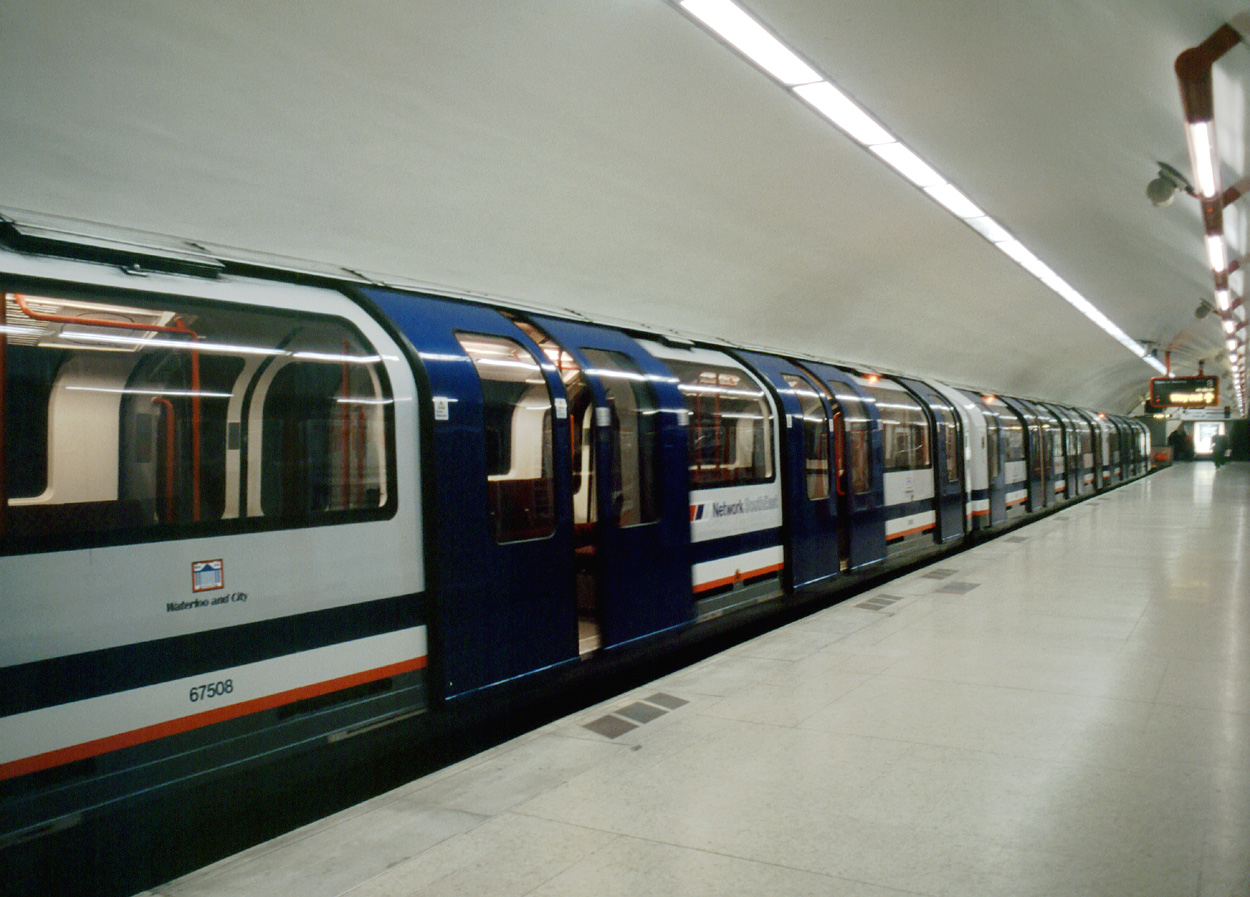
뱅크 역애 정차한 네트워크 사우스이스트 도색 482형 전동차